# Ichneumon cruentatus
Ichneumon cruentatus là một loài tò vò trong họ Ichneumonidae.